# Moulin de Saint-Jean
Le moulin de Saint-Jean est un moulin situé en France sur la commune de Mireval-Lauragais, dans le département de l’Aude en région Occitanie.
Il fait l'objet d'une inscription au titre des monuments historiques depuis le 17 avril 1984.

## Localisation
Le moulin est situé sur la commune de Mireval-Lauragais, dans le département français de l'Aude.

## Historique
L'édifice est inscrit au titre des monuments historiques en 1984.